# Coraceros Polo Club
El Coraceros Polo Club era un club de la ciudad de Montevideo fundado en 1984 como club hípico y que en 2008 incorporó la sección fútbol a la Asociación Uruguaya de Fútbol, pero sólo compitió en ese deporte hasta 2010. En 2023 se transformó en Sportivo Bella Italia.
La premisa del equipo era que sus planteles se compongan únicamente de funcionarios policiales y familiares de los mismos, hecho que está estipulado en su estatuto.

## Historia
Con el nombre de Coraceros Polo Club se creó una Asociación Civil cuyo fines son sociales, culturales y deportivos, fundado el 20 de junio de 1984 en Montevideo (Uruguay) con personería jurídica desde el 5 de junio de 1985.
Desde sus inicios Coraceros Polo Club se dedicó exclusivamente a las disciplinas hípicas, siendo solo para oficiales de la Guardia de Coraceros. Luego de los tres años consecutivos en los que el equipo de fútbol de la Unidad obtuviera el Campeonato Policial, en el año 2007 la Asamblea de Socios por unanimidad votó que se apruebe la creación de un equipo de fútbol federado a la Asociación Uruguaya de Fútbol. El club fue aceptado por el Consejo Ejecutivo de dicha Asociación en sesión del 16 de septiembre de 2008, ingresando a competir en la Segunda División Amateur (tercera y última categoría) a partir de la temporada 2008-09.
La finalidad original con la que se crea el equipo fue para competir con un equipo formado completamente por policías, un hecho inédito en Uruguay. Se comenzó a practicar en abril del 2008, invitando a los policías interesados en el proyecto, pero con el paso del tiempo se permitió también participar a familiares para poder formar el primer plantel.
En 2010-11 dejó de participar luego de disputado el Torneo Apertura y sin presentarse para el Clausura, habiendo disputado en total 2 temporadas y media en la AUF.
El 10 de marzo de 2023, la Asociación Uruguaya de Fútbol confirmó el regreso del club para participar de la temporada 2023 de la Primera División Amateur (manteniendo su plaza en la tercera categoría), volviendo así a la actividad oficial en la AUF tras 12 años. Pero posteriormente se conoció que en realidad se trataba de un nuevo proyecto formado por una SAD, la cual simplemente adquirió la plaza para competir en la categoría y una vez tomó el club lo transformó completamente pasándose a llamar Sportivo Bella Italia, con otros colores, otra simbología y con base en un club ya existente en Mercedes (Soriano).

## Uniforme
Su primer equipo fue short y medias azules, y camiseta celeste con detalles amarillos. Posteriormente, sus primeros uniformes fueron azules, pero su última equipación titular fue completamente negra.
- Uniforme titular: Camiseta negra, pantalón negro, medias negras.
- Uniforme alternativo: Camiseta roja, pantalón rojo, medias rojas.

| 2008 | 2009 | 2010-11 |  |

## Datos del club
Nota: no se incluyen actuaciones posteriores como Sportivo Bella Italia.
- Temporadas en Primera División Amateur: 3 (2008-09, 2009-10, 2010-11)
- Primer gol de la historia Gerardo Brandón frente a Mar de Fondo ( 4-0 )
- Registro histórico (actualizado al 27-09-2009): 22 PJ, 14 PG, 4 PE, 3 PP, 66 GF, 12 GC
- Primer partido: Villa Teresa 1 - Coraceros 0 (13 de octubre de 2008)
- Máxima goleada: Coraceros 12 - Albion 0 (20 de junio de 2009)
- Goleador histórico: Kevin Borrat, 14 goles
- Jugador con más goles en un partido: Kevin Borrat, 4 goles vs Albion (30 de noviembre de 2008); Pablo Fagúndez, 4 goles vs Albion (20 de junio de 2009)